# Sidney Kirkman
Sir Sidney Kirkman (Bedford, 1895 – Londra, 29 ottobre 1982) è stato un generale inglese.

## Biografia
Kirkman nacque nel 1895 e frequentò la Bedford School per poi passare alla Royal Military Academy di Woolwich. Durante la prima guerra mondiale, Kirkman venne nominato ufficiale della Royal Artillery dal 1915 e durante questo periodo ottenne la Military Cross per il servizio prestato sul fronte occidentale ed in Italia, ottenendo nel contempo anche il comando di un battaglione.
Tra il 1919 ed il 1930 Kirkman prestò servizio nella British Army in Palestina, Malta e India. Nel 1923 si sposò e venne promosso capitano nel gennaio del 1925 e maggiore nel marzo del 1935 Between 1931, frequentando dal 1932 lo Staff College di Camberley (Surrey). Egli completò due anni di studi e ottenne il rango di maggiore anche presso la RAF School of Co-operation nel gennaio del 1938.
Durante la seconda guerra mondiale Kirkman prestò servizio come ufficiale di comando del 65º reggimento della Royal Artillery dal 1940 al 1941 col rango di brigadiere, venendo promosso al rango di luogotenente-colonnello dal maggio del 1942 e colonnello nel marzo del 1944 and major-general in December 1944). Tra la fine del 1941 e l'inizio del 1942 fu comandante nella Royal Artillery nel I, VII e XII corpo e nella 56ª divisione di fanteria di stanza a Londra, venendo nominato anche ufficiale dell'Ordine dell'Impero Britannico.
Nel 1942 Kirkman venne nominato comandante dell'8ª armata prestando servizio sotto il generale Bernard Montgomery durante la seconda battaglia di El Alamein in Africa nel 1942, fatto che gli valse la promozione a commendatore dell'Ordine dell'Impero Britannico. Egli venne nominato comandante della 50ª divisione di fanteria "Northumbrian" e promosso maggiore-generale nell'aprile del 1943 guidando anche una divisione in occasione dell'invasione alleata della Sicilia. Dopo la campagna italiana la divisione venne inviata nel Regno Unito per preparare l'invasione del Nord Europa programmata per il 1944.
Nel gennaio 1944 Kirkman venne promosso luogotenente-generale e nominato capo del XIII corpo di stanza in Italia. Il corpo giocò un ruolo chiave nella battaglia di Monte Cassino del maggio del 1944 e passò poi sotto il comando della 5ª armata statunitense, combattendo negli assalti dell'autunno-inverno 1944 alla Linea gotica e sull'Appennino centrale. Egli venne quindi messo a riposo nel Regno Unito per un'artrite invalidante nel marzo del 1945
Nel periodo tra il 1945 ed il 1950, Kirkman fu membro del consiglio dell'esercito, inizialmente come General Officer Commanding del Southern Command e in seguito del I corpo in Germania e poi ancora come deputato dell'Imperial General Staff nell'ufficio di guerra. Dal 1947 fu quartiermastro generale delle forze alleate sino al 1950, quando si ritirò dall'esercito. Egli venne promosso generale nell'agosto del 1947  e fu colonnello onorario della Royal Artillery dal luglio del 1947 sino al luglio del 1957.
Kirkman divenne rappresentante speciale alle finanze in Germania dal 1951 sino al 1952. Nel 1954 divenne direttore generale della Difesa civile e mantenne tale incarico sino al 1960. Dal 1957 al 1960 fu anche membro del Consiglio centrale dei pompieri per Inghilterra e Galles. Morì il 29 ottobre 1982.